# Fix ME
Fix ME est un documentaire franco-palestinien réalisé par Raed Andoni, sorti en 2009 au Festival international du film de Dubaï et en salles en France le 17 novembre 2010.

## Synopsis
Le cinéaste Raed Andoni souffre de puissants maux de tête. Consultations après consultations, il comprend que le conflit israélo-palestinien lui prend littéralement la tête.

## Fiche technique
- Titre : Fix ME
- Réalisation :  Raed Andoni
- Genre : documentaire
- Durée : 98 minutes
- Pays d'origine :  France,  Palestine
- Production : Palmyre Badinier (Les Films de Zayna et Dar Films), Nicolas Wadimoff (Akka Films), Julie Gayet et Nadia Turincev (Rouge International), Arte France Cinéma
- Distribution : Sophie Dulac (France)
- Date de sortie :
  -  Émirats arabes unis : 10 décembre 2009 (Festival international du film de Dubaï)
  -  États-Unis : 25 janvier 2010 (Festival du film de Sundance)
  -  France : 17 novembre 2010 (Festival de Cannes) / 17 novembre 2010 (sortie nationale)
  -  Suisse : 31 mars 2011